# Front populaire de l'Azawad
Le Front populaire de l'Azawad (FPA) est un mouvement politique et militaire actif dans le nord du Mali, né en septembre 2012 d'une scission du MNLA.

## Création
Le FPA est fondé au début de septembre 2012 par le colonel Hassan Ag Mehdi, dit « Jimmy rebelle », un ancien colonel de douane malienne, qui fait scission du MNLA qu'il avait rallié quelques mois plus tôt. Hassan Ag Mehdi prend alors position contre l'indépendance de l'Azawad revendiquée par le MNLA, il se déclare alors « ouvert au dialogue avec le Mali » et déclare que le « le FPA veut donner la main à toutes les sensibilités du Mali, gouvernement, MNLA, MUJAO, Ansar Dine…, pour résoudre la situation qui prévaut dans le Nord du Mali »,.

## Affiliation
En 2014, le FPA intègre la Coordination des mouvements de l'Azawad, mais il s'en retire le 29 novembre 2014. Par la suite, il rejoint la Plateforme des mouvements du 14 juin 2014 d'Alger.
Le 11 novembre 2017, le FPA fonde avec d'autres groupes la Coordination des mouvements de l’entente (CME),.

## Effectifs
En 2015, Hassan Ag Mehdi affirme être la tête de 2 000 combattants, dont 60 % d’ex-militaires maliens basés dans la région de Gao et de Tombouctou. Ce nombre est vraisemblablement exagéré, le FPA étant considéré comme un groupe mineur au nord du Mali.